# Dolnje Orle
Dolnje Orle so naselje v Občini Sevnica.